# Plaza de Acho
La Plaza de Acho sont des arènes situées dans la ville de Lima, capitale du Pérou et plus précisément dans le district de Rímac. Ce sont les plus vastes arènes d'Amérique du Sud.  
Elle a notamment été utilisée pour accueillir l'arrivée finale de la troisième saison de Pékin Express (version française).
Elle possède une capacité de 13 700 places. Elle a été construite à partir d'adobe et de bois.  

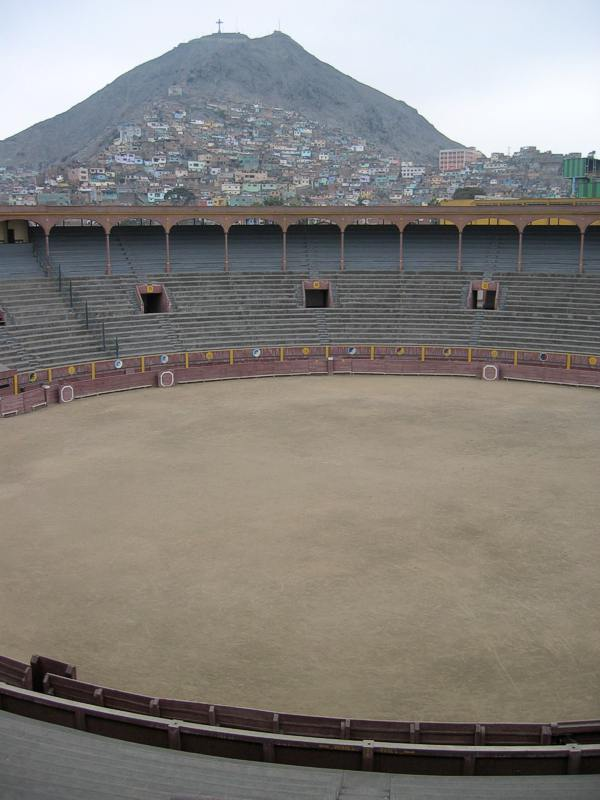
Plaza de Acho